# Союз демократів на захист Республіки
Союз демократів на захист Республіки (фр. Union des démocrates pour la République, UDR) — назва голлістської партії з 1968 по 1976 роки. До 1968 року ця голлістська партія називалася Союз на захист республіки (1968—1971). Підтримувала наступника де Голля, президента Жоржа Помпіду. Після 1976 Жак Ширак організував на основі Союзу демократів на підтримку республіки «Об'єднання на підтримку Республіки» (RPR).